# Haspelwald
Beim Haspelwald handelt es sich um ein acht Kilometer langes und zwei Kilometer breites Waldstück in Niederösterreich in den Bezirken Sankt Pölten-Land und Tulln. 
Er befindet sich auf den Gemeindegebieten von Böheimkirchen, Neulengbach, Kirchstetten, Asperhofen, Perschling und Würmla. Unmittelbar an den Wald angrenzende Orte sind Raipoltenbach, Murstetten und Totzenbach.
Höchster Punkt ist der Frauenberg mit 378 m.
Am Waldrand befand sich in Murstetten die 1809 von napoleonischen Truppen zerstörte Goldburg.

## Geologie
Der Haspelwald gehört zur Molassezone, die hier aus sandsteinreichen Abfolgen des Robulus-Schliers aufgebaut ist. Die Formationen stammt aus dem frühen Miozän (Ottnangium).